# Johan Peter Molin

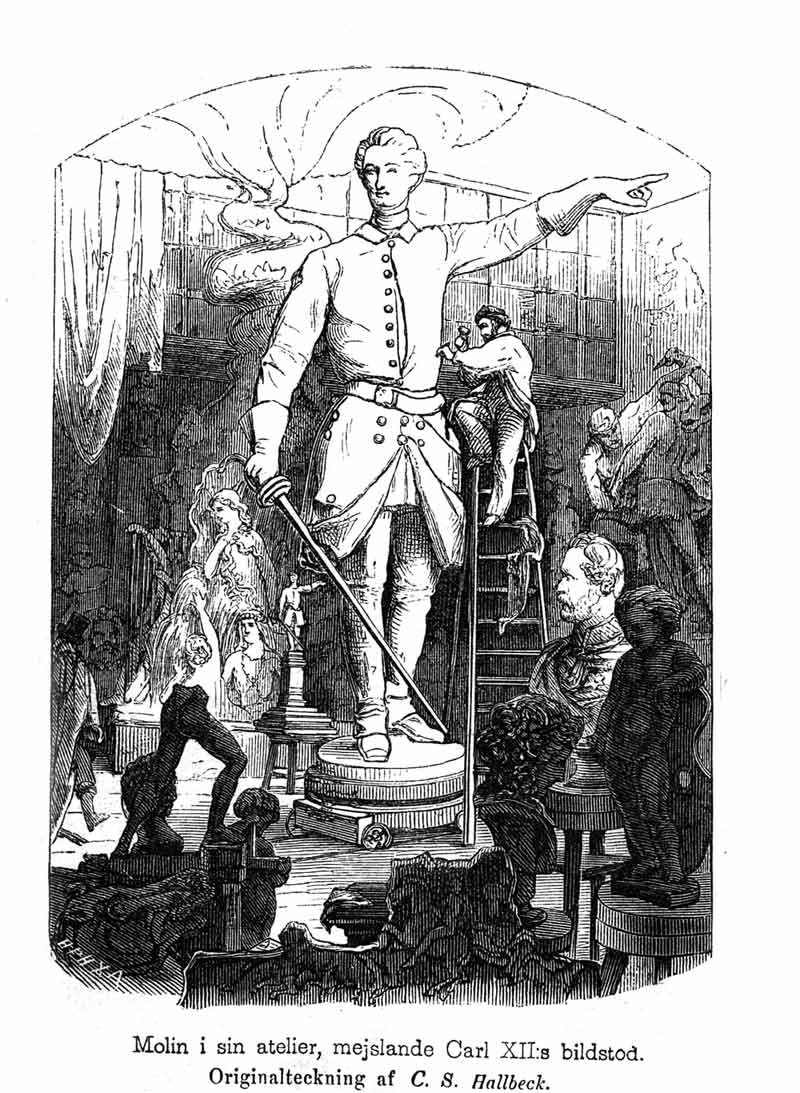
Molin i sin ateljé, mejslande Carl XII:s bildstod. Originalteckning av Carl Svante Hallbeck i Svea folk-kalender 1868.

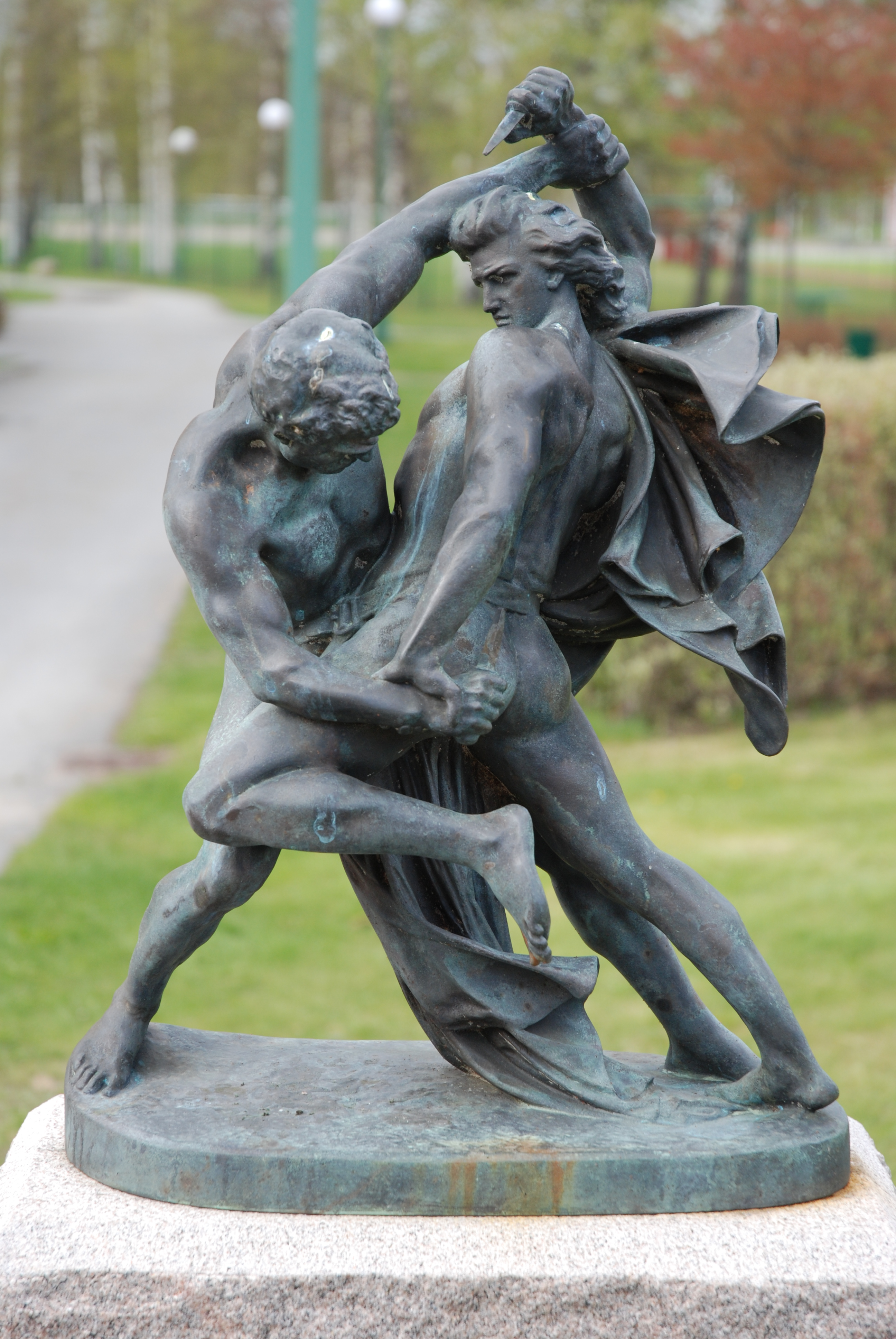
Bältesspännarna

Johan Peter Molin, född 17 mars 1814 i Göteborg, död 27 juli 1873 i Stockholm, var en svensk skulptör.

## Biografi
Johan Peter Molins far var bagaren Anders Molin, boende i hörnet av Magasins- och Kyrkogatan i Göteborg. Molin for 1843 till Köpenhamn för studier, under Herman Wilhelm Bissen. Senare vistades han i Paris, och åtta år i Rom. Molin försörjde sig emellanåt genom att arbeta som bagare, men 1847 köpte Karl XV skulpturen Amorin av Molin, och därefter tog hans berömmelse fart. Många av Göteborgs stora män beställde av honom.
Från 1853 var han lärare vid Konstakademien, och blev vid denna två år senare professor i skulptur. 1859, i Paris, blev Molin färdig med figurgruppen Bältesspännarna som står staty vid Kungsportsavenyn i Göteborg. Originalet, gjutet i zink, köptes av Vänersborg. Kopior av statyn finns även i Stockholm, och Hällefors. Molin skapade Karl XII:s staty, som avtäcktes 1868 i Kungsträdgården i Stockholm, där även Molins fontän finns. Några av Molins verk ställdes ut i London och i Paris.
Molinvägen i Södra Ängby i Stockholm är uppkallad efter Johan Peter Molin liksom Molinsgatan (1882) i stadsdelen Lorensberg i Göteborg.

## Utmärkelser
- Kommendör av Vasaorden[10]
- Riddare av Nordstjärneorden[10]
- Riddare av Sankt Olavsorden[10]
- Riddare av Pour le Mérite[10]

## Offentliga verk i urval
- Karl XII, brons, 1868, Kungsträdgården i Stockholm
- David med sin slunga, Marmor, Kungliga slottet, Stockholm
- Fontän, brons, Kungsträdgården i Stockholm
- Fontän, brons, Rådhusparken i Jönköping
- Johan Anders Wadman, bronsbyst, Göteborg
- Bältesspännarna, brons, parken vid Nationalmuseum[11] i Stockholm, Bältesspännarparken i Göteborg och Mästarnas park i Hällefors

- Molin är representerad vid bland annat Göteborgs konstmuseum[12], Vänersborgs museum[13] och Kalmar konstmuseum[14].

## Fotogalleri

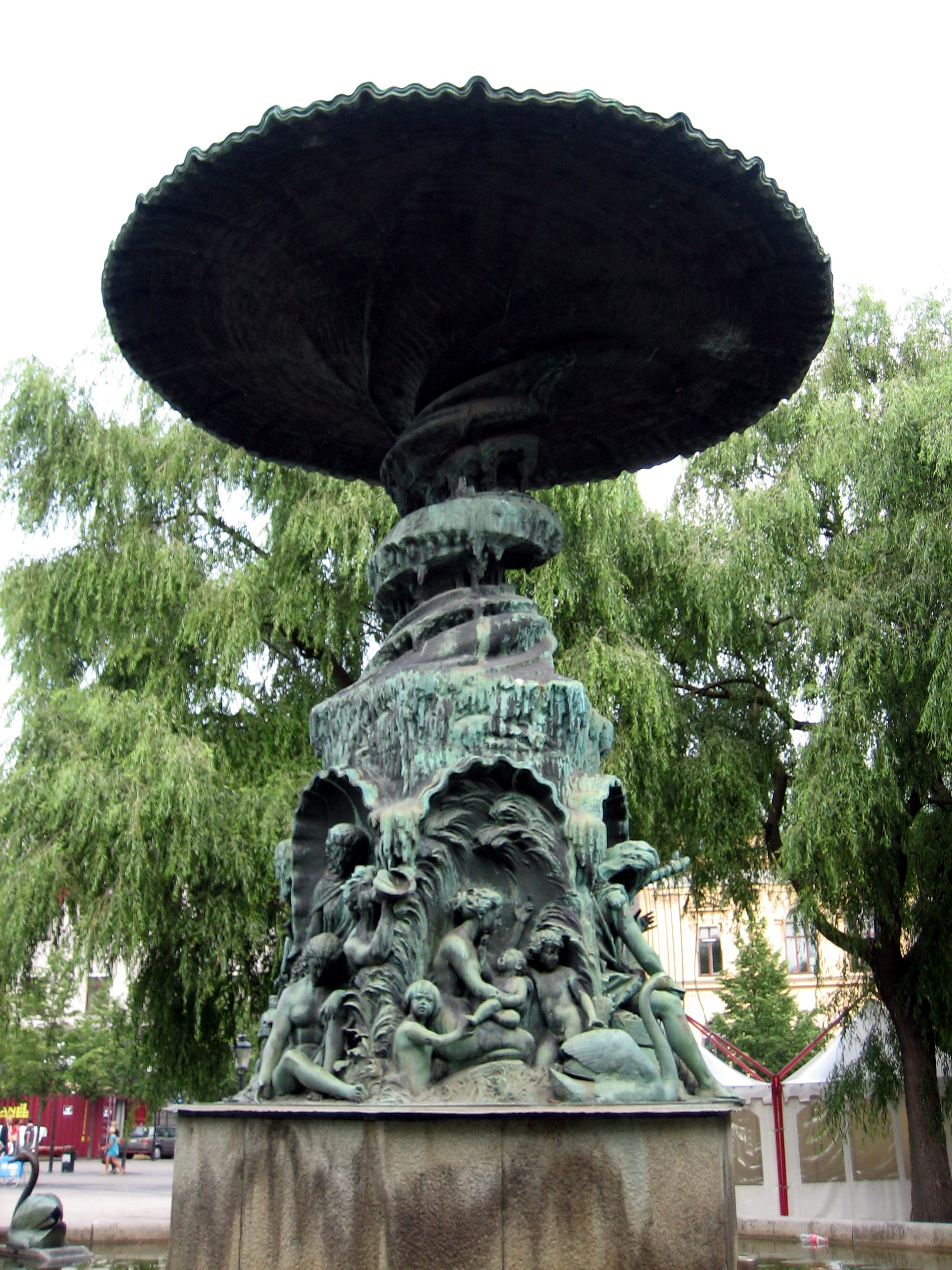
Molins fontän i Stockholm
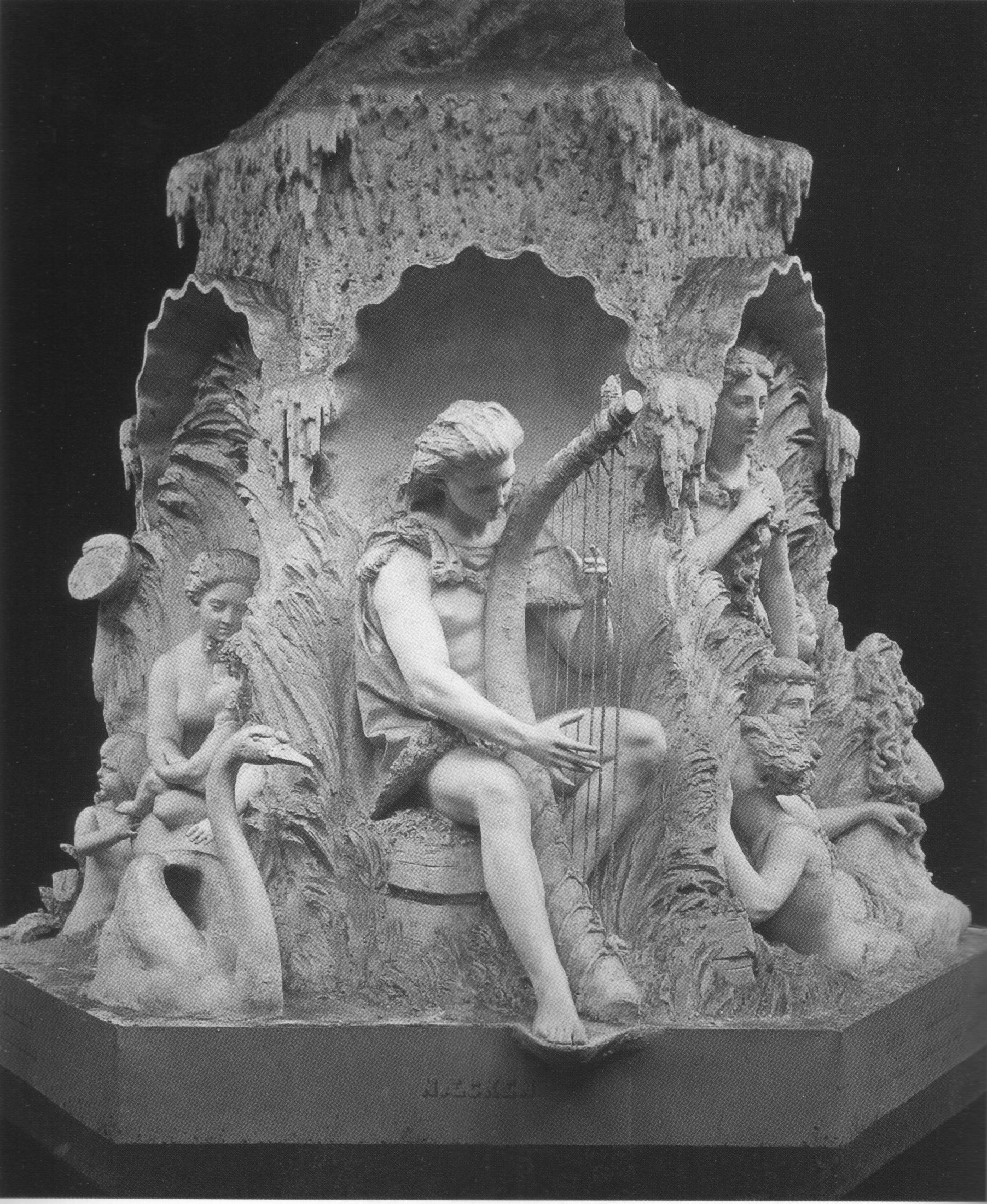
Molins fontän stod centralt placerad vid Stockholmsutställningen 1866
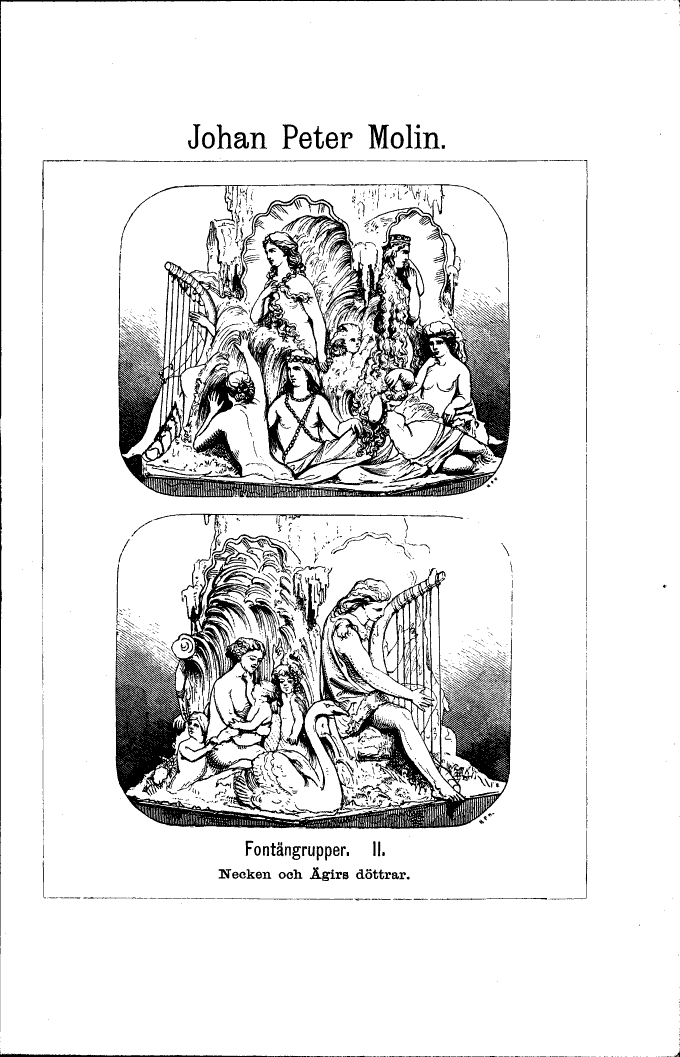
Fontängrupper
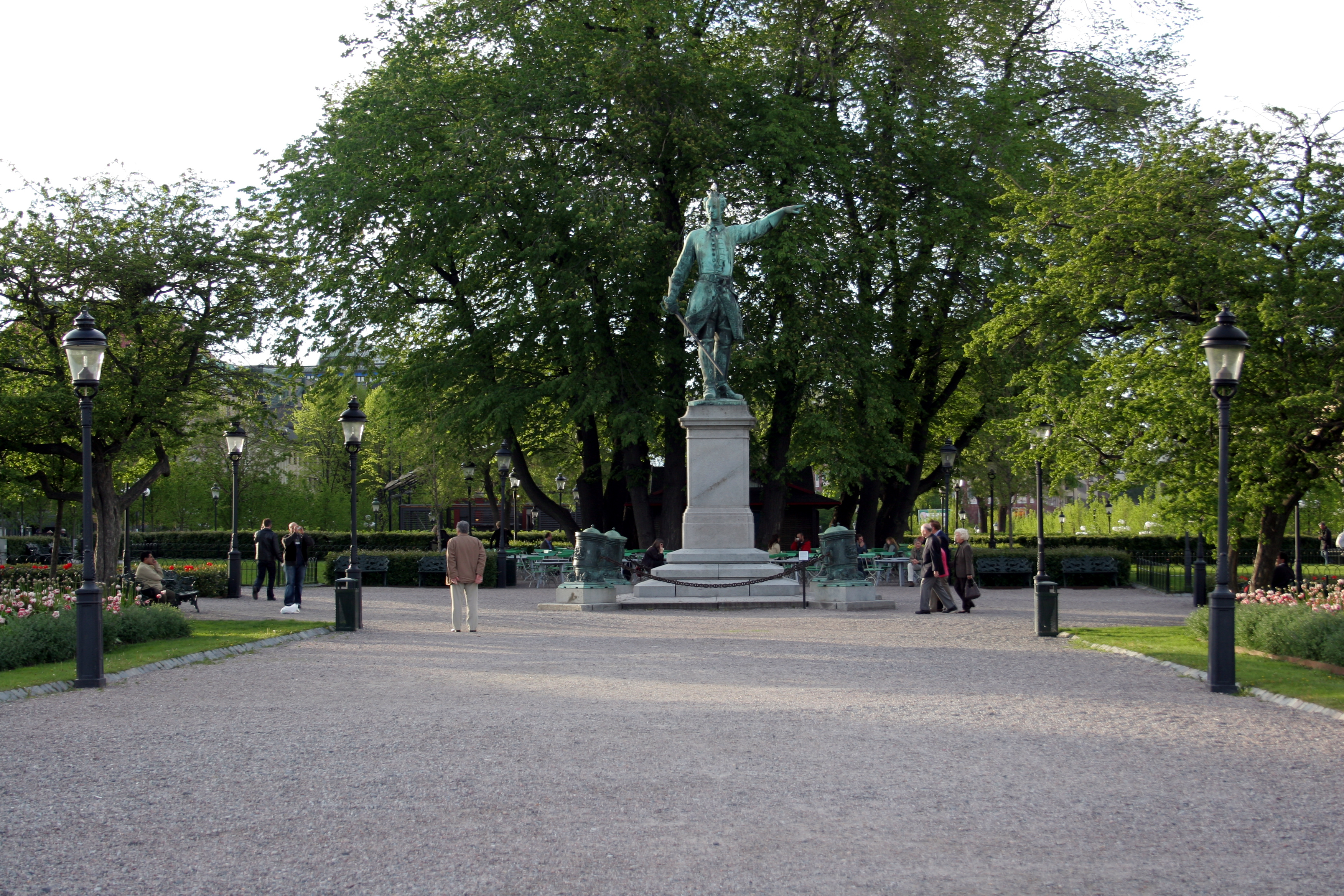
Karl XII:s staty
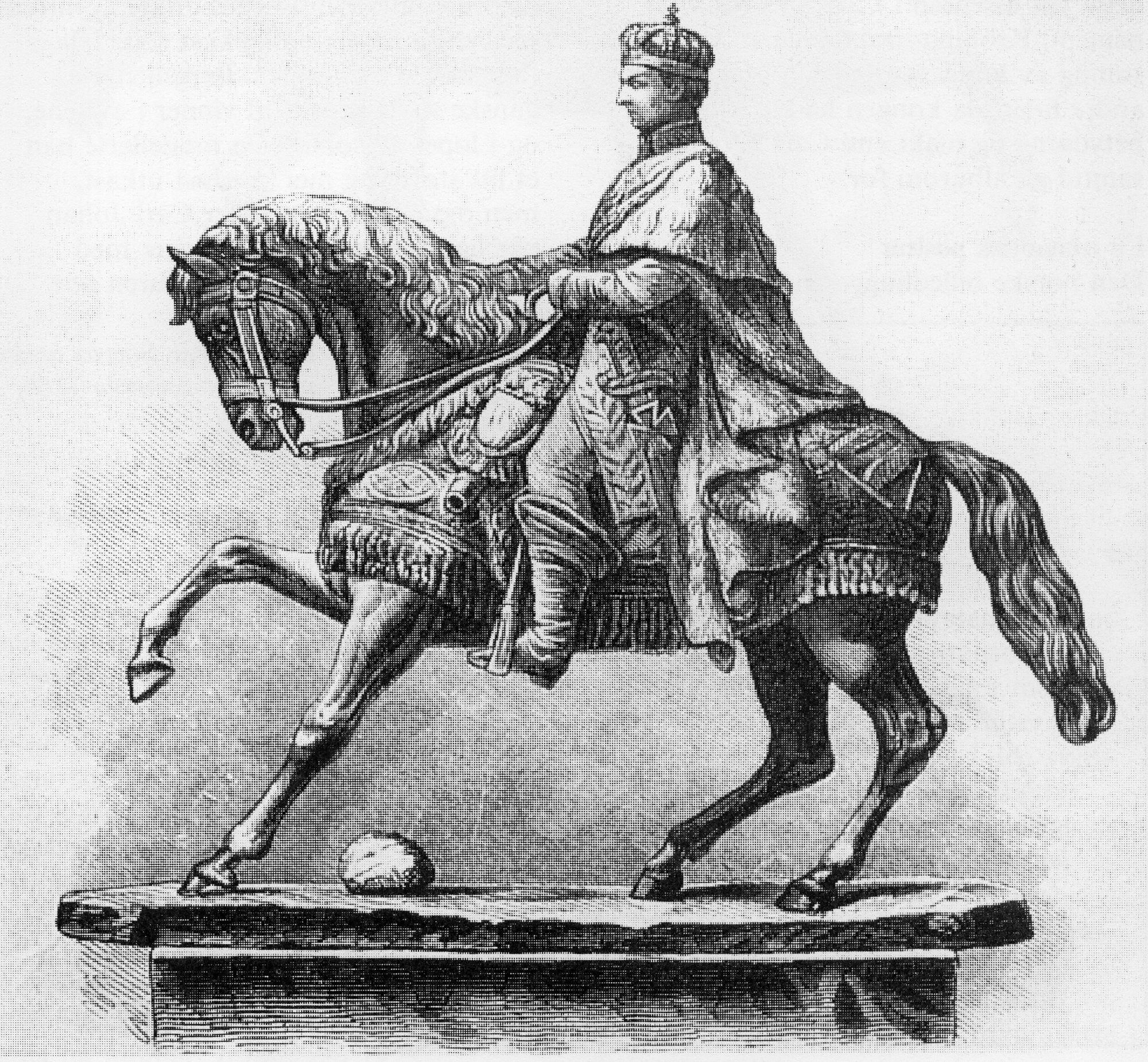
Skiss till staty i Norge av Karl XIV Johan 1867